# Frashër
Frashër je obec v okresu Gjirokastër, kraji Gjirokastër, jižní Albánii.